# Lingua mohave
Mohave è la madrelingua della popolazione Mohave stanziata lungo il Colorado nella California orientale, Arizona nord-occidentale e Nevada sud-occidentale. Approssimativamente il 70% dei parlanti risiede in Arizona, mentre il restante 30% si trova in California.
I Mohave appartengono al ramo River Yuman della famiglia linguistica Yuman-Cochimi, assieme al Quechan e al Maricopa.